# Tenexcontitlán
Tenexcontitlán är en ort i Mexiko.   Den ligger i kommunen Tetipac och delstaten Guerrero, i den sydöstra delen av landet, 100 km sydväst om huvudstaden Mexico City. Tenexcontitlán ligger 1 764 meter över havet och antalet invånare är 536.
Terrängen runt Tenexcontitlán är huvudsakligen kuperad, men åt sydost är den bergig. Runt Tenexcontitlán är det ganska tätbefolkat, med 75 invånare per kvadratkilometer. Närmaste större samhälle är Taxco de Alarcón, 14,6 km söder om Tenexcontitlán. I omgivningarna runt Tenexcontitlán växer huvudsakligen savannskog.